# 大衛·古德斯坦
大衛·路易斯·古德斯坦（英語：David Louis Goodstein，1939年4月5日—2024年4月10日）是一名美國物理學家和教育家。1988年至2007年，他擔任加州理工學院副教務長，同時也是該校物理學和應用物理學教授，以及弗蘭克·J·吉隆傑出教學與服務教授。

## 生平
古德斯坦於1939年4月5日出生於紐約。他曾就讀於布魯克林學院（1960年獲學士學位）和華盛頓大學（1965年獲博士學位）。他寫過幾本書，包括《物質狀態》（1975年，多佛平裝本再版）和《費曼失落的演講》（1996年）。1980年代，他曾擔任《機械宇宙》的導演和主持人，這是一部物理學教育電視系列片，被改編為高中教材，並被翻譯成多種其他語言。該系列節目已在數百家公共廣播電台播出，並獲得十多個著名獎項，包括1987年日本電視獎
晚年，在繼續從事凝聚體物理實驗教學和研究的同時，他將注意力轉向與科學和社會相關的問題。在文章和演講中，他談到科學中的行為和不端行為，以及與化石燃料和地球氣候有關的問題。2004年，他出版了一本暢銷書《Out of Gas: The End of the Age of Oil》。
1999年，古德斯坦獲得美國物理教師協會頒發的奧斯特獎章，2000年獲得Sigma Xi科學研究學會頒發的約翰·P·麥戈文獎章。他曾擔任多個科學和學術小組的成員和主席，包括美國國家科學基金會數學和物理科學局國家諮詢委員會。他也是加州科技委員會董事會的創始成員。
2015年，他出版了《熱物理學：能量與熵》（Thermal Physics: Energy and Entropy）。古德斯坦於2024年4月10日去世，享年85歲。

## 外部連結
- The End of the Age of Oil - article adapted from a talk by Caltech vice provost and professor of physics David Goodstein.
- The Mechanical Universe （页面存档备份，存于） - A series of video lectures on physics, with David Goodstein as the lecturer.
- Dr. David Goodstein's Homepage （页面存档备份，存于） - Includes a biography on him and some of his recent publications.